# Anni Bürkl
Anni Bürkl (* 20. Juni 1970 in Wien) ist eine österreichische Autorin, Journalistin, Lektorin, Schreibtrainerin und Ghostwriterin.

## Leben
Anni Bürkl studierte Publizistik an der Universität Wien. Mitunter ist sie als Ghostwriterin tätig. Sie leitete von 2009 bis 2010 die österreichische Regionalgruppe der Mörderischen Schwestern, der Vereinigung deutschsprachiger Krimiautorinnen.

## Auszeichnungen
- 2003 Theodor-Körner-Preis
- 2010 Krimistipendium Wiesbaden

## Publikationen (Auswahl)
Kriminalromane
- Schwarztee. Kriminalroman, Gmeiner-Verlag, Meßkirch 2009, ISBN 978-3-8392-1023-9.
- Ausgetanzt. Kriminalroman, Gmeiner, Meßkirch 2010, ISBN 978-3-8392-1101-4.
- Die Spionin von Wien. Historischer Kriminalroman - Wien anno 1848. Emons-Verlag, Köln 2011, ISBN 978-3-89705-900-9.
- Narrentanz. Kriminalroman, Gmeiner, Meßkirch 2012, ISBN 978-3-8392-1225-7.
- Göttinnensturz. Kriminalroman, Gmeiner, Meßkirch 2013, ISBN 978-3-8392-1419-0.
- Schweigegold. Kriminalroman, Gmeiner, Meßkirch 2015, ISBN 978-3-8392-1667-5.
- Puppentanz. Kriminalroman, Gmeiner, Meßkirch 2016, ISBN 978-3-8392-1917-1.
- Häusermord. Kriminalroman, BOD, 2017, ISBN 978-3-7431-6515-1.

Unterhaltungsroman
- Chili con Amore. Roman, 2015, ISBN 978-3-7347-7951-0.

Sachbücher
- Das Böhmische Wien. Metro Verlag, Wien 2008, ISBN 978-3-902517-18-0.
- Karriere bei den Nachbarn. redline Verlag, Heidelberg 2007, ISBN 978-3-636-01479-5.